# Pietro Ottoboni (cardeal)
Pietro Ottoboni (Veneza, 2 de julho de 1667 - Roma, 29 de fevereiro de 1740) foi um cardeal e mecenas italiano. É especialmente relembrado como um generoso e importante patrono da música e arte da sua época. Ottoboni foi o último homem a deter o ofício curial de cardeal-sobrinho, que seria abolido pelo sucessor do seu tio Alexandre VIII, o Papa Inocêncio XII, em 1692. Ottoboni "amava a pompa, o desperdício, e o prazer sensual, mas era simultaneamente gentil, pronto a servir e caridoso".

## Biografia
Era sobrinho do papa Alexandre VIII (que também se chamava Pietro Ottoboni) e foi elevado ao cardinalato com o título de cardeal-presbítero de São Lourenço em Dâmaso imediatamente depois de ter recebido as ordens menores em 1689. Rapidamente foi nomeado Secretário de Estado e governador de Fermo, Tivoli e Capranica. Em seguida destacou-se no ambiente romano pela sua munificência e pelo mecenato de artistas, poetas e músicos. Membro da Academia da Arcádia, Ottoboni atraiu à sua pequena corte - situada no Palácio da Chancelaria -, compositores importantíssimos, como Arcangelo Corelli, Alessandro Scarlatti e Georg Friedrich Haendel.

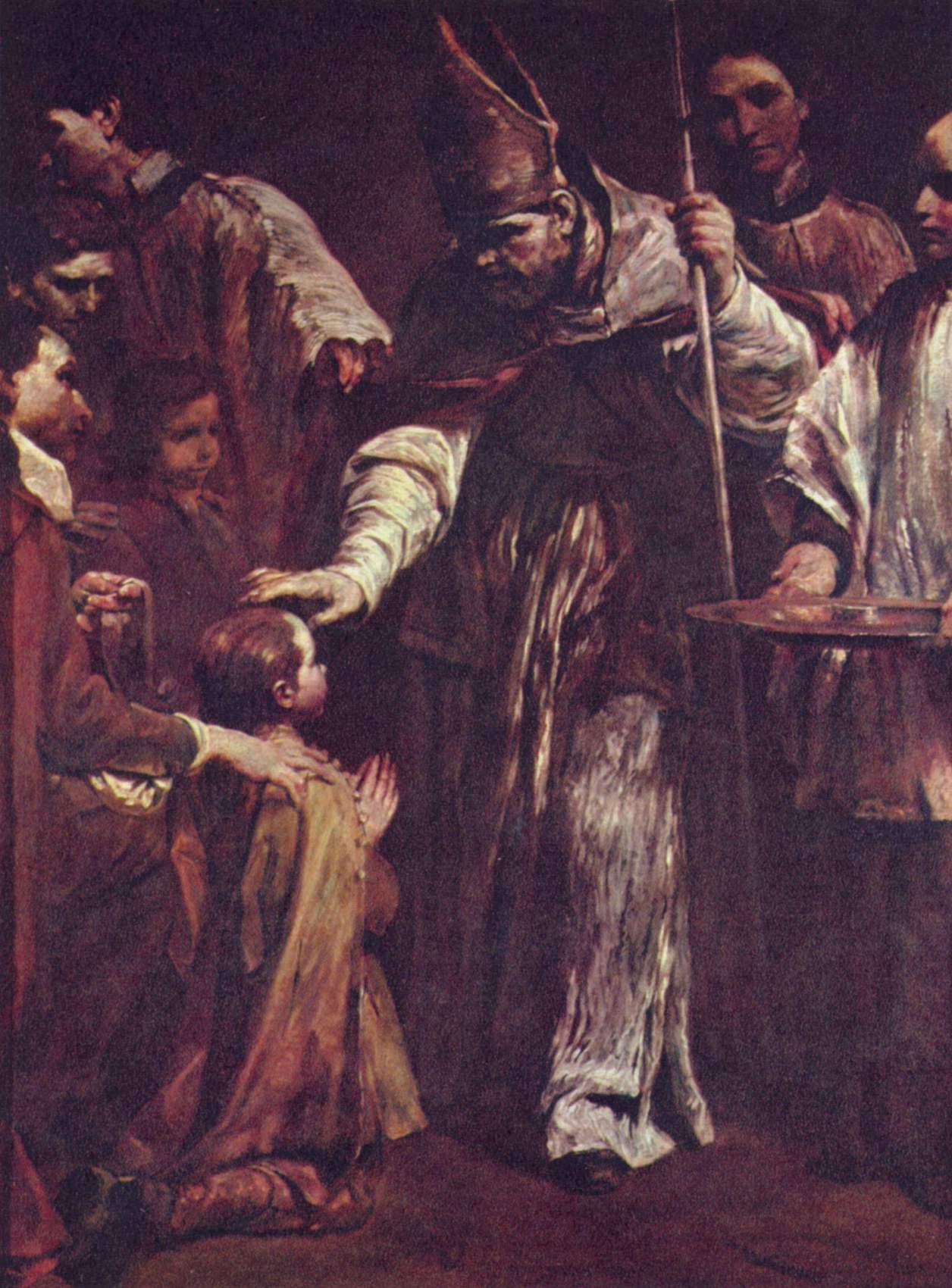
Giuseppe Maria Crespi: A Confirmação, antigamente propriedade da colecção do Cardeal Ottoboni, (Dresden, Gemäldegalerie)

Passou para a ordem dos cardeais-bispos, assumindo a sé suburbicária de Sabina, sendo consagrado em 4 de fevereiro de 1725, em Roma, pelo Papa Bento XIII, assistido pelos cardeais Fabrizio Paolucci e Francesco Barberini, júnior. O seu regresso a Veneza em 1726 foi celebrado triunfalmente com festejos e concertos musicais, entre os quais destaca-se uma colecção de árias a que se chamou L'Andromeda liberata, uma das quais foi escrita por Antonio Vivaldi.
Nas artes figurativas, preocupou-se com o sepulcro do seu tio, Alexandre VIII, na Basílica de São Pedro, no Vaticano (1695-1725) e encarregou a Filippo Juvarra o teatro (hoje perdido) do Palácio da Chancelaria.
Pietro Ottoboni também foi responsável pela onda de neovenezianismo que caracterizou a pintura romana em finais do século XVII e inícios do XVIII: trabalharam para ele Francesco Trevisani e Sebastiano Ricci. Encarregou em 1712 a importantíssima série dos Sete Sacramentos ao bolonhês Giuseppe Maria Crespi (actualmente exposta em Dresden). Outro artista ao seu serviço foi Sebastiano Conca.
Além de Filippo Juvarra, o cardeal Ottoboni tinha na sua dependência outros arquitectos de qualidade como Ludovico Rusconi Sassi, Giovanni Battista Vaccarini, Pietro Passalaqua e Domenico Gregorini. No entanto, a sua crónica carência de fundos impediu-o de fazer obras importantes na basílica da qual, como cardeal, era titular, a de San Lorenzo in Damaso.
Em 1735 doou a sua colecção de antiguidades aos Museus Capitolinos de Roma.
Pietro Ottoboni foi também bispo de Frascati, Porto e Santa Rufina e Óstia-Velletri, quando se tornou deão do Colégio dos Cardeais, além de arcipreste das basílicas romanas de São João de Latrão e Santa Maria Maggiore. Promoveu a sepultura dos restos mortais do compositor Arcangelo Corelli no Panteão de Roma. Pietro Metastasio foi seu afilhado.
Faleceu em 29 de fevereiro de 1740, em Roma, durante a Sede Vacante. Na tarde do mesmo dia, foi transferido para a igreja de San Lorenzo in Damaso, onde o funeral ocorreu, e enterrado na capela do Santíssimo Sacramento, que ele havia construído para si mesmo naquela igreja. Por fim, teve um dos mais longos cardinalatos da história, com mais de 50 anos de Colégio Cardinalício.

## Conclaves
- Conclave de 1691 - participou da eleição do Papa Inocêncio XII[2]
- Conclave de 1700 - participou da eleição do Papa Clemente XI[2]
- Conclave de 1721 - participou da eleição do Papa Inocêncio XIII[2]
- Conclave de 1724 - participou da eleição do Papa Bento XIII[2]
- Conclave de 1730 - participou da eleição do Papa Clemente XII[2]
- Conclave de 1740 - participou como deão da eleição do Papa Bento XIV[2]